# Institut des ressources humaines
Pour les articles homonymes, voir IRH.
L'Institut des ressources humaines (IRH) est une école spécialisée en gestion des ressources humaines située près de la place de la Bastille, à Paris.

## Description
Elle forme avec l'Institut International de la Communication de Paris, l'École supérieure de création et de multimédia (ESCM) et l'Ecole de publicité, presse et relations publiques le Groupe GGI d'enseignement supérieur privé.
L'Institut des Ressources Humaines propose, après un Bac+3 ou Bac+4, un cycle de Master européen. Il forme aux outils d’un cadre d'entreprise, d’un consultant, d’un responsable, ou, avec de l’expérience, d’un Directeur des ressources humaines (DRH) : recrutement, droit social, gestion de la paie, formation, motivation du personnel, gestion prévisionnelle des emplois et des compétences, conduite du changement.
Par le biais d’un cursus alterné entre école et entreprise, l’IRH enseigne aux étudiants les connaissances, compétences et savoir-faire pluridisciplinaires inhérents à la gestion des ressources humaines.
À la sortie de l’école, les étudiants sont destinés à travailler dans la gestion des ressources humaines en entreprise (cabinet de recrutement, consultant en organisation, organisme de formation…)